# Комплекс Хасекі Хюррем
Комплекс Хасекі Султан (також — Комплекс Хюррем Султан, Комплекс Хасекі Хюррем Султан; тур. Haseki Hürrem Sultan Külliyesi) — комплекс, розташований в районі Фатіх у Стамбулі (Туреччина). Збудований у XVI столітті.

## Історія

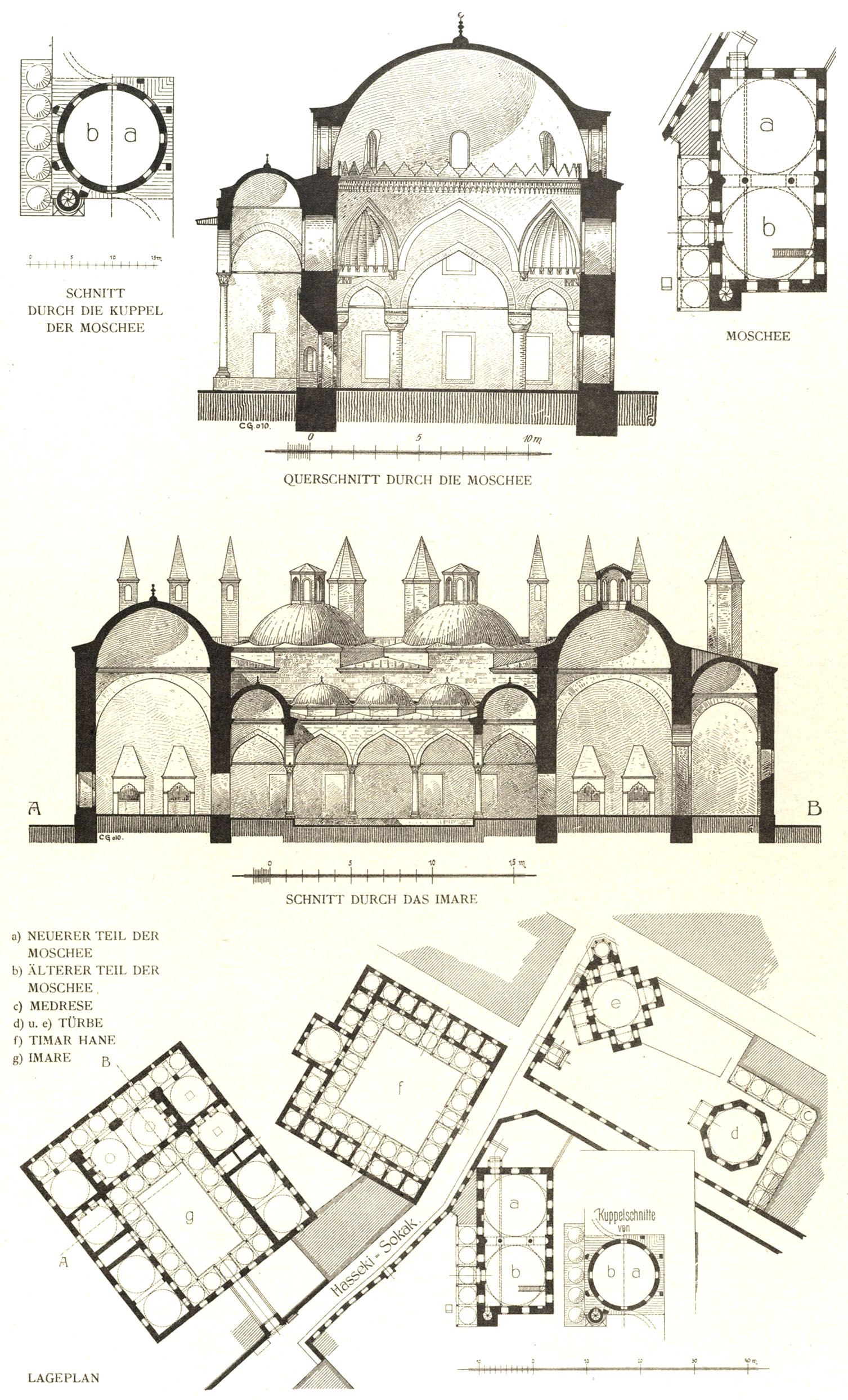
План комплексу, опублікований у 1912 році німецьким архітектором Корнеліусом Ґурліттом

Комплекс збудований архітектором Сінаном на замовлення дружини султана Сулеймана І Роксолани біля жіночого невільничого ринку Аврат Пазари (Avrat Pazarı — «Жіночий базар», де торгували наложницями, які в ту епоху мали особливий соціальний статус, на відміну від звичайних рабів).
Комплекс складався з мечеті (Хасекі Джамі — Мечеть Хасекі Султан), медресе, початкової школи (мектебу), їдальні (імарету), лікарні (бімарістану) та фонтану. Комплекс будували в кілька етапів по обидві сторони вузької вулиці. Мечеть завершили в 1538 році, медресе — роком пізніше, їдальню — в 1540, лікарню — у 1551 році.
Медресе має U-подібну форму навколо центрального двору з 16 маленькими келіями та лекційним залом. Їдальню також облаштували навколо подвір'я.

## Сьогодення
У 2010–2012 роках комплекс відреставрували.
Лікарню сьогодні використовують як амбулаторію.